# PandaX
Детектор частиц и астрофизического ксенона, или PandaX, представляет собой эксперимент по обнаружению темной материи в подземной лаборатории Цзиньпин (CJPL) в провинции Сычуань, Китай. Эксперимент проводится в самой глубокой подземной лаборатории в мире и является одной из крупнейших в своем роде.

## Участники
Эксперимент проводится международной командой из примерно 40 ученых под руководством исследователей из китайского Шанхайского университета транспорта. Работа над проектом началась в 2009 году с участием исследователей из Шанхайского университета транспорта, Шаньдунского университета, Шанхайского института прикладной физики ( zh ) и Китайской академии наук. Два года спустя к нам присоединились исследователи из Мэрилендского, Пекинского и Мичиганского университетов. В команду PandaX также входят сотрудники компании Ertan Hydropower Development. Ученые из Научно-технического университета Китая, Китайского института атомной энергии и Университета Сунь Ят-Сена присоединились к PandaX в 2015 году.

## Проект и конструкция
PandaX — это эксперимент по прямому обнаружению, состоящий из двухфазного ксенонового детектора с время-проекционной камерой (TPC). Использование как жидкой, так и газообразной фаз ксенона, аналогично экспериментам с XENON и LUX, позволяет определять местоположение событий и исключать из рассмотрения события гамма-излучения. Помимо поиска событий темной материи, PandaX предназначен для обнаружения безнейтринного двойного бета-распада Xe-136.

### Лаборатория
PandaX находится в Китайской подземной лаборатории Цзиньпин (CJPL), самой глубокой подземной лаборатории в мире на глубине более 2400 метров (1,5 миль) под землей. Глубина лаборатории означает, что эксперимент лучше защищен от влияния космических лучей, чем аналогичные детекторы, что упрощает масштабирование прибора. Мюонный поток в CJPL составляет 66 событий на квадратный метр в год, по сравнению с 950 с на Sanford Underground Research Facility, где проводился эксперимент LUX, и 8030 в лаборатории Гран-Сассо в Италии, где находится детектор XENON. Мрамор в Цзиньпине также менее радиоактивен, чем камень в Хоумстейк и Гран-Сассо, что еще больше снижает частоту ложных срабатываний. Вольфганг Лорензон, научный сотрудник из Мичиганского университета, заметил, что «большим преимуществом является то, что PandaX намного дешевле и не требует такого большого количества защитного материала», как аналогичные детекторы.

### Операционные этапы
Как и в большинстве случаев физики с низким уровнем фона, в этом эксперименте создается несколько поколений детекторов, каждое из которых служит прототипом для следующего. Больший размер обеспечивает большую чувствительность, но это полезно только в том случае, если нежелательные «фоновые события» могут не заглушать желаемые; Также требуются еще более строгие ограничения на радиоактивное загрязнение. Уроки, извлеченные предыдущими поколениями, используются для построения последующих.
Первое поколение, PandaX-I, работало до конца ноября 2014 года. :15 Было использовано 120 кг ксенона (из них 54 кг служили исходной массой)  :7,10 для исследования режима малой массы (<10 ГэВ ) и проверки сигналов темной материи, полученные в результате других экспериментов с детекторами. PandaX-I был первым экспериментом с темной материей в Китае, где в детекторе использовалось более 100 кг ксенона, а его размер уступал только эксперименту LUX в США.
PandaX-II, построенный в марте 2015 г. и работающий в настоящее время, использует 500 кг ксенона (примерно 300 кг исходной массы)  :24–25, чтобы исследовать диапазон энергий 10-1000 ГэВ. PandaX-II использует экран, внешний сосуд, криогенику, оборудование для очистки и общую инфраструктуру из первой версии, но имеет гораздо большую проекционную камеру, внутренний сосуд из нержавеющей стали более высокой чистоты (гораздо менее загрязнённый радиоактивным 60Co) и криостат.
Стоимость строительства PandaX оценивается в 15 миллионов долларов США, при начальной стоимости 8 миллионов долларов США на первом этапе.
PandaX-II представил некоторые предварительные физические результаты во время короткого запуска в конце 2015 года (с 21 ноября по 14 декабря)  перед основным запуском, который продолжался до 2018 года. :213 :24
PandaX-II значительно более чувствителен, чем детекторы 100-кг XENON100 и 250-кг LUX.  :25  XENON100 в Италии за три-четыре года до 2014 года показал самую высокую чувствительность в широком диапазоне масс WIMP, но PandaX-II превзошёл его.  Самые последние результаты по спин-независимому сечению рассеяния вимп-нуклонов на PandaX-II были опубликованы в 2017 году  В сентябре 2018 года эксперимент XENON1T за 278,8 дней сбора данных и установил новый рекордный предел для независимого от спина упругого взаимодействия WIMP-нуклонов.
Следующие этапы PandaX называются PandaX-xT. Промежуточная ступень с четырехтонной мишенью (PandaX-4T) строится в лаборатории второго этапа CJPL-II. Конечная цель - создать детектор темной материи третьего поколения, который будет содержать тридцать тонн ксенона в чувствительной области.

## Первые результаты
Большая часть экспериментального оборудования PandaX была перевезена из Шанхайского университета транспорта в китайскую подземную лабораторию Цзиньпин в августе 2012 года, а в 2013 году были проведены два инженерно-технических испытания. Первый сбор данных (PandaX-I) начался в мае 2014 года. Результаты этого запуска были опубликованы в сентябре 2014 года в журнале Science China Physics, Mechanics & Astronomy. В первоначальном прогоне было зарегистрировано около 4 миллионов необработанных событий, из которых около 10 000 находятся в ожидаемой области энергий для темной материи WIMP. Из них только 46 событий были зарегистрированы в тихом внутреннем ядре ксеноновой мишени. Эти события соответствовали фоновому излучению, а не темной материи. Отсутствие наблюдаемого сигнала темной материи в прогоне PandaX-I накладывает серьезные ограничения на ранее сообщаемые сигналы темной материи из аналогичных экспериментов.

## Реакция научного сообщества
Стефан Функ из Национальной ускорительной лаборатории SLAC подверг сомнению целесообразность проведения множества отдельных экспериментов по прямому обнаружению темной материи в разных странах, комментируя, что «тратить все наши деньги на различные эксперименты по прямому обнаружению не стоит». Сяндун Цзи, представитель PandaX и физик из Шанхайского университета Цзяо Тонг, признает, что международное сообщество вряд ли поддержит более двух многотонных детекторов, но утверждает, что наличие множества работающих групп приведет к более быстрому совершенствованию технологии обнаружения. Ричард Гайтскелл, представитель эксперимента LUX и профессор физики в Университете Брауна, прокомментировал: «Я очень рад видеть, что Китай разрабатывает программу фундаментальной физики».